# District de la Marche
Le district de la Marche est une ancienne division territoriale française du département des Vosges de 1790 à 1795.
Il était composé des cantons de la Marche, Chatillon, Damblain, Ische, Martigny et Vrécourt.